# Hägglöf & Ponsbach
Hägglöf & Ponsbach Fondkommission AB var en svensk bankfirma som bedrev verksamhet inom värdepappershandel, företagsrådgivning och liknande affärsområden. Firman bildades 1987 i Stockholm genom ett samgående mellan Jacobson & Ponsbach, grundat 1928, och Bankirfirman Richard Hägglöf, grundat 1915.